# Paul Hinder
Paul Hinder (ur. 22 kwietnia 1942 w Lanterswil-Stehrenberg) – szwajcarski duchowny katolicki, wikariusz apostolski Arabii Południowej w latach 2005-2022.

## Życiorys
Święcenia kapłańskie otrzymał 4 lipca 1967 w zakonie kapucynów. Pełnił funkcje m.in. mistrza zakonnego nowicjatu w Lucernie, a także definitora generalnego zgromadzenia.
12 grudnia 2003 papież Jan Paweł II mianował go biskupem pomocniczym wikariatu apostolskiego Arabii, nadając mu stolicę tytularną Macon. Sakry biskupiej udzielił mu 30 stycznia 2004 kardynał Crescenzio Sepe. 21 marca 2005 został ordynariuszem wikariatu Arabii.
31 maja 2011 po zmianie nazwy wikariatu został pierwszym wikariuszem apostolskim Arabii Południowej.
1 maja 2022 papież Franciszek przyjął jego rezygnację ze stanowiska wikariusza apostolskiego.